# Emperador Xuanzong de Tang
Li Longji, Xuanzong o Hsüan-tsung (8 de septiembre de 685, Louyang - 3 de mayo de 762, Chang'an) fue el sexto emperador de la dinastía Tang de China (712–756), la cual durante su reinado logró su más grande prosperidad y resplandor cultural.
Xuanzong reformó la burocracia, aumentó los ingresos fiscales mediante un nuevo registro de la población, mejoró el sistema de transporte y estableció una fuerza militar permanente a lo largo de las fronteras norte de China.
Hacia el final de su regencia, se retiró cada vez más del gobierno y se puso bajo la influencia de sus consortes, incluyendo a la hermosa Yang Guifei. La rebelión de An Lushan de los años 755 y 756 lo forzó a huir de la capital Chang'an (ahora Xi'an) y abdicó.